# История китайского политического плаката
Китайский политический плакат — агитационное изображение, сопровождающееся небольшим текстом или слоганом, применяемое в Китае для пропаганды политической идеологии.
На протяжении XX века в китайской истории одним из основных регуляторов жизни общества являлось искусство. Пропаганда проявлялась в литературе, живописи, музыке, театре и т. п. Идеология правящей партии в основном проявлялась в китайской народной картине няньхуа, которая со временем претерпела массу перемен, что дало толчок развитию китайского политического плаката.

## Первое появление пропаганды в гравюре
Первое проявление пропаганды в няньхуа появляется во второй половине XIX в. в листках, посвященных противостоянию миссионерам. Они отразили то зло и сумбур, которая несла с собой христианизация Китая: «Я подарил тебе библию, говорит империалист, чтобы все вы забыли думать о своей родине и нации и чтобы служили только богу – вот и все! Опять же, я привез вам опий. Курите! Чтобы у вас не было ни капли силы. А теперь я пришел по вашу жизнь».

## Становление политического искусства
Первым шагом на пути к становлению политического искусства стало поощрение социально окрашенной гравюры знаменитым писателем и общественным деятелем первой половины XX в. Лу Синем. Китайское искусство того периода было тесно связано с реформаторской деятельностью, которая строилась по европейскому образцу. В связи с этим был перенят стиль немецкого экспрессионизма, который отображал социальные проблемы. Именно тогда были заложены основы социалистического реализма, который стал основополагающим в искусстве политического плаката после 1949 г.

## 1940-1950 гг.
В 1940-1950-х гг. китайское политическое искусство берет курс на социалистический реализм, который официально был объявлен на Яньанской конференции в 1942 г. Было объявлено, что традиционная графика будет использоваться в агитационных целях. Также под полный контроль КПК попали почти все издательские дома, что дало полную свободу для распространения влияния политики на население. В связи с этим были сформированы профессиональные команды по созданию плакатов. Отличительными чертами изображений того периода являлась гиперболизация  персонажей картины, а также подчеркивание положительных и игнорирование отрицательных сторон правящего режима.

## Кульминационный период "Большой скачок" (1958-1960) и "Культурная революция" (1966-1976)
Период «большого скачка» и «культурной революции» обусловлен кульминационным моментом производства политического плаката. Количество выпускаемых плакатов было увеличено во много раз, а время их изготовления сократилось. В связи с этим для их изготовления к профессиональным командам присоединялись простые солдаты, рабочие и крестьяне. Плакаты того периода стали способом борьбы Мао Цзэдуна с политическими противниками, что впоследствии привело к отражению культа его личности на плакате. Основной художественной особенностью плакатов того времени был стилистический канон «красный, яркий, блестящий», как олицетворения партийной идеологии, здоровья и силы населения.

## Поздний период (1980-е гг.)
Поздний период истории политического плаката (1980-е гг.) представлен снижением политической значимости плаката для агитационных целей. Это связано с политикой открытости Дэн Сяопина. Именно в тот период главными темами плаката стали образование и культура, а не политическая пропаганда. С дальнейшим улучшением уровня жизни населения на плакатах появляются счастливые люди, реклама, кинозвезды, предметы роскоши, красивые девушки и т.п. Искусство того периода, как и политика, стало открытым: художники уделяли внимание самому изображению, вкладывая в него смысл и избегая политических нравоучений в виде слоганов. Это указывает на возвращение к благопожелательному искусству няньхуа, которое воплотило в себе традиционные черты совместно с современной тематикой. Таким, образом политический плакат отошел на второй план, уступив место коммерческим плакатам.